# DAF YBB-95.480

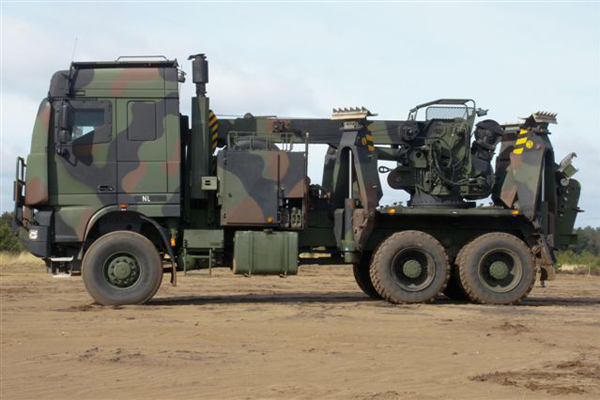
DAF YBB-95.480 takelauto

De DAF YBB-95.480 is een zware takelauto van de Koninklijke Landmacht die wordt ingezet voor de berging en het afslepen van wielvoertuigen. Het voertuig is geproduceerd door de Nederlandse vrachtautofabriek DAF.

## Algemeen
Eind jaren negentig ontstond er bij de Landmacht behoefte aan een takelwagen die naast de bestaande vrachtwagens van 4 en 10 ton ook zwaardere wielvoertuigen kon bergen.  Deze wens kwam voort uit de aanschaf van zwaarder en gepantserd materieel zoals de Bushmaster en Patria pantserwagens, de DAF Tropco (trekker-oplegger combinatie) en het wissellaadsysteem. De bestaande takelwagens van het type YBZ-3300 schieten op dit punt tekort. Deze voertuigen werden eind jaren 80 door DAF aan Defensie geleverd. Ook boden deze voertuigen geen bescherming onder gevechtsomstandigheden. Defensie liet daarom door DAF een voertuig ontwikkelen dat de typeaanduiding YBB-95.480 kreeg. In 2010 werden in totaal 5 exemplaren geleverd. Vanwege bezuinigingen op Defensie werd destijds gekozen de nieuwe voertuigen een aanvulling te laten zijn op het bestaande bestand van takelauto's. De kraanwagens zijn operationeel onder meer ingezet in Uruzgan.

## Ontwerp
De YBB-95.480 is samengesteld uit verschillende elementen van de DAF Tropco trekker 400kN en de DAF YBZ-3300 takelwagen. DAF ontwierp een verlengd en versterkt chassis en bouwde daarop verder. Van de Tropco is de cabine met Kevlar bepantsering en de aandrijflijn gebruikt. Van de YBZ-3300 is de bergingsopbouw gebruikt. De hefinstallatie achterop is nieuw ontworpen en berekend op zwaardere voertuigen.

## Technische gegevens
Motor:
- Type: 6 cilinders in lijn
- Merk en type: DAF XM 375
- Brandstof: diesel
- Vermogen: 355 kW of 480 pk

Gewicht en maten:
- Lengte: 9,38 meter
- Breedte: 2,50 meter
- Hoogte: 4,00 meter
- Eigen gewicht: 26.200 kilo
- Bemanning: 2
- Passagiers: 2
- Haaklast kraan: 84 kN

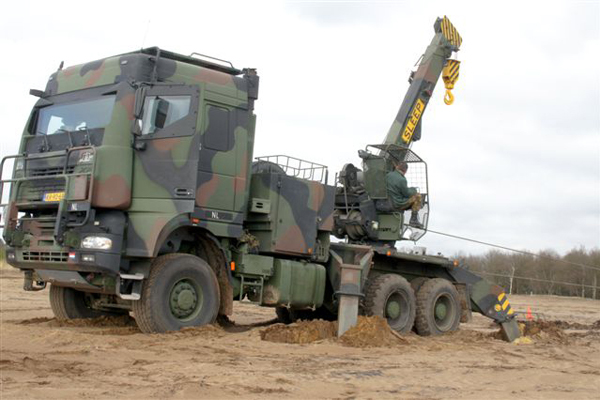
DAF YBB-95.480 takel- en bergingsvoertuig met uitgeklapte stempels

- Toelaatbaar hijsmoment kraan: 270 kNm
- Hefkracht hefinstallatie: 110 kN

## Kraanarm en bergingsinstallatie

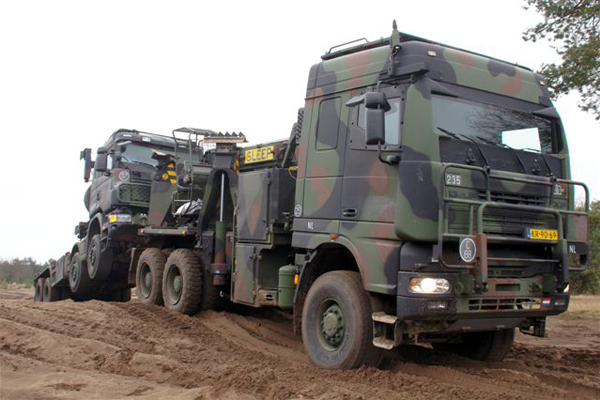
DAF YBB-95.480 takel- en bergingsvoertuig sleept een andere vrachtauto

De YBB-95.480 heeft dezelfde Moelven BV-730-NL kraaninstallatie als de YBZ-3300. De maximale last is met 8,4 ton ongewijzigd. De nieuw ontworpen hefinstallatie aan de achterzijde kan 11 ton heffen, 5 ton meer dan de hefarm van de YBZ-3300.  
De takelauto  beschikt over drie afzonderlijke lieren: 
- Kraanlier: het hijsen gebeurt met deze lier. De kabel loopt door de kraanboom.
- Bergingslier: met de bergingslier is het mogelijk een gestrand voertuig los te trekken, bijvoorbeeld uit een sloot of  een ravijn. De kabel van deze lier kan door een geleidingssysteem uit het voertuig worden geleid. Hierdoor kan de lierkabel, afhankelijk van de bergingssituatie aan de voorzijde, achterzijde of zijkant worden uitgerold.
- Hulplier: omdat de bergingslier zo zwaar is dat deze niet met spierkracht kan worden uitgerold is een hulplier aanwezig. Hiermee kan de bergingslierkabel wel door één persoon worden uitgerold. Met de hulplier en via een katrol wordt de zware bergingslierkabel uit de takelauto getrokken en naar het te bergen voertuig geleid.

Er zijn vier hydraulische stempels die kunnen worden uitgeklapt om het voertuig te stabiliseren bij het tillen van zware lasten. Alle zes wielen (6x6) worden aangedreven.